# Danilo Napolitano
Danilo Napolitano, född 31 januari 1981 i Vittoria, Sicilien, är en italiensk professionell tävlingscyklist. Napolitano blev professionell med Team LPR 2004. För samma stall tävlade han också det nästkommande året innan det italienska UCI ProTour-stallet Lampre-Fondital skrev ett kontrakt med sicilianen från och med säsongen 2006. Inför säsongen 2009 skrev han på ett kontrakt med det ryska UCI ProTour-stallet Team Katusha.

## Karriär
Som professionell i det italienska stallet Team LPR vann Danilo Napolitano etapp 6 av det chilenska etapploppet Vuelta Ciclista Lider al Sur 2004. Under 2005 vann han det schweiziska loppet Stausee Rundfahrt Klingnau och det italienska loppet  Settimana Internazionale Coppi e Bartalis tredje etapp. Under säsongen vann italiarenaren också etapp 3 av Brixia Tour, etapp 2 och 5 på Tour du Poitou-Charentes et de la Vienne och Coppa Bernocchi. I september 2005 vann han Giro della Romagna före landsmannen Daniele Bennati.
Med Lampre har Napolitano bland annat vunnit två etapper på Österrike runt men också en etapp på Tour Méditerranéen. Italienaren vann etapp nio på Giro d'Italia 2007 och etapp 5 på Vuelta a Murcia samma år. Under säsongen 2007 vann italienaren Coppa Bernocchi före spurtarna Paride Grillo och Robert Hunter. Tidigare hade han vunnit Coppa Bernocchi under 2005 och 2006. Under säsongen 2007 vann han etapp 1 av Slovenien runt framför Francesco Chicchi och Gabriele Balducci.
Napolitano vann den femte etappen av Tour of Qatar 2008 framför Tom Boonen, som han aldrig tidigare hade vunnit över, samma dag som han fyllde 27 år. I juli 2008 vann han etapp 1a av Brixia Tour. Under säsongen vann han också etapp 3 av Giro della Provincia di Grosseto och etapp 5 av Vuelta Ciclista a la Communidad Valenciana. I augusti vann italienaren etapp 1 och 2 av Volta a Portugal.

### 2009
Danilo Napolitano slutade tvåa på etapp 2 av Tour of Qatar 2009 efter den brittiska cyklisten Roger Hammond. Dagen därpå slutade han tvåa på etapp 3 bakom Tom Boonen. Senare samma månad vann han etapp 1 av Vuelta a Andalucia och dagen därpå slutade han tvåa på etappen bakom Gert Steegmans. 
I mars vann han etapp 2 av Driedaagse van West-Vlaanderen framför Bobbie Traksel och Denis Flahaut. En dag senare slutade han tvåa på etapp 3 bakom Wouter Weylandt. I slutet av månaden vann han etapp 1a av Settimana Internazionale Coppi e Bartali innan han slutade tvåa på etapp 4 av tävlingen. Han blev tvåa på etapp 2 av Settimana Ciclista Lombarda bakom Alessandro Petacchi. 
Det blev en tredje plats för Danilo Napolitano på etapp 1 av Tour de Picardie bakom Lieuwe Westra, som vann tävlingen 28 sekunder framför tvåan Jimmy Casper. Napolitano slutade strax bakom fransmannen Casper. Två etapper senare slutade han tvåa bakom stallkamraten Robbie McEwen. Under Belgien runt slutade han tvåa på etapp 3 bakom slovenen Borut Bozic. Danilo Napolitano vann etapp 1 under Luxemburg runt framför Steven Caethoven och Tom Veelers. Under Ster Elektrotoer slutade italienaren tvåa, på etapp 2 och 5, bakom tysken André Greipel. 
I augusti slutade Danilo Napolitano på tredje plats på etapp 4 av Polen runt bakom Edvald Boasson Hagen och Jurgen Roelandts.
På etapp 3 av Tour of Britain slutade italienaren på fjärde plats bakom Edvald Boasson Hagen, Michele Merlo och Chris Sutton. I början av oktober slutade han på andra plats av Circuit France-Belge bakom amerikanen Tyler Farrar. Säsongen avslutade han med en fjärde plats på Nationale Sluitingsprijs.

### 2010
Säsongen 2010 startade med prispallsplaceringar på tre etapper under den argentinska tävlingen Tour de San Luis. På etapp 5 av Tour of Qatar slutade han på andra plats bakom Tom Boonen. Napolitano slutade också på andra plats på etapp 3 av Tour of Oman bakom Edvald Boasson Hagen.

## Privatliv
Danilo Napolitano är bror till den tidigare proffscyklisten Massimiliano Napolitano, som körde Tour de France 1999.

## Meriter
2009– Team Katusha
- Vuelta a Andalucia, etapp 1
- Driedaagse van West-Vlaanderen, etapp 2
- Settimana Internazionale Coppi e Bartali, etapp 1a
- Luxemburg runt, etapp 1

2008 – Lampre
- Tour of Qatar, etapp 5
- Giro della Provincia di Grosseto, etapp 3
- Vuelta Ciclista a la Communidad Valenciana, etapp 5
- Brixia Tour, etapp 1a
- Volta a Portugal etapp 1
- Volta a Portugal etapp 2

2007 – Lampre-Fondital
- Giro d'Italia etapp 9
- Vuelta a Murcia, etapp 5
- Slovenien runt, etapp 1
- Coppa Bernocchi
- Polen runt, etapp 4
- GP Citta' di Misano Adriatico

2006 – Lampre-Fondital
- Tour Méditerranéen etapp 1
- Settimana Ciclistica Internazionale "Coppi e Bartali" etapp 1 och 4
- Internationale Österreich-Rundfahrt etapp 1 och 5
- Brixia Tour etapp 3
- Coppa Bernocchi

2005 – Team LPR
- Stausee - Rundfahrt
- Settimana Ciclistica Internazionale "Coppi e Bartali" etapp 3
- Brixia Tour etapp 3
- Coppa Bernocchi
- Tour du Poitou Charentes et de la Vienne etapp 2 och 5
- Giro di Romagna

2003
- Vuelta Ciclista Lider al Sur etapp 6
- Vuelta a Guatemala etapp 1

## Stall
- Team LPR 2004–2005
- Lampre-Fondital 2006–2008
- Team Katusha 2009–2010
- Acqua & Sapone 2011–